# Station d'émission de Nauen
Pour les articles homonymes, voir Nauen (homonymie).

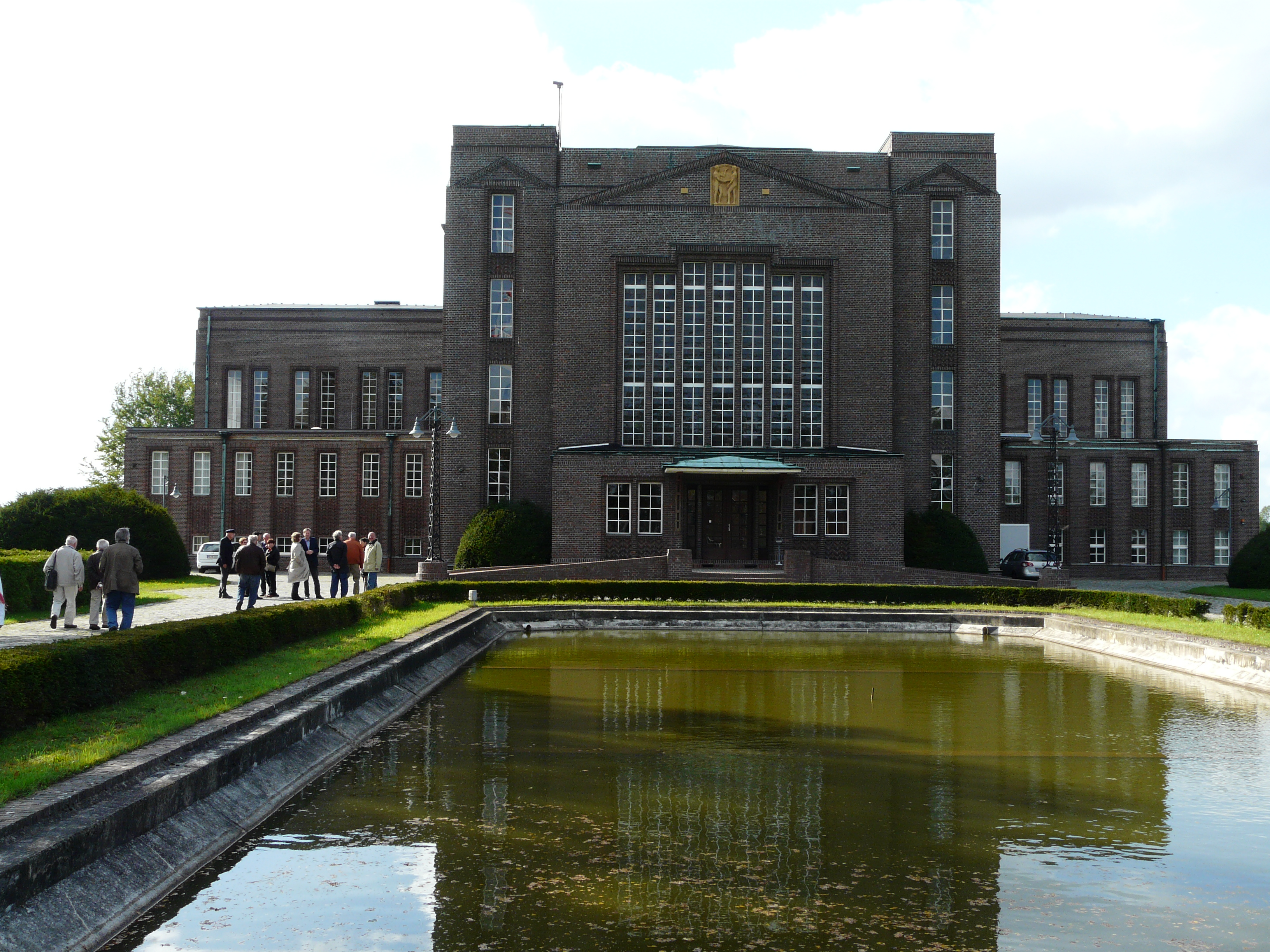
Bâtiment préservé de l'émetteur de Nauen, conçu par Hermann Muthesius, datant de 1920.

La station d'émission de Nauen (en allemand :  Grossfunkstelle Nauen) ou émetteur de Nauen est la plus ancienne installation d'émission radio en fonctionnement continu au monde. Elle est située à Nauen, Havel, Brandenburg, Allemagne. Premier émetteur radio de grande puissance d'Allemagne, il a été fondé le 1er avril 1906 par la société Telefunken et exploité en tant qu'émetteur ondes longues. 
Pendant la Première Guerre mondiale, il est devenu le principal lien de l'Allemagne avec le monde extérieur lorsque ses câbles de communication sous-marins ont été coupés. Dotée d'émetteurs à ondes courtes dans les années 1920, elle était la station radio à longue portée la plus avancée d'Allemagne, continuellement améliorée avec les derniers équipements et servant de station expérimentale pour Telefunken afin de tester les nouvelles technologies. 
À la fin de la Seconde Guerre mondiale, les troupes d'invasion russes ont démantelé et enlevé l'équipement de transmission. Pendant la Guerre froide, elle a servi de station internationale à Radio Berlin International (RBI) de la RDA (Allemagne de l'Est), et a été la deuxième station de radio la plus puissante du Bloc de l'Est, diffusant des programmes de radio dans d'autres pays. 
Depuis la réunification de l'Allemagne en 1991, elle est exploitée par Deutsche Telekom, le service de télécommunication de l'État allemand. Le bâtiment original de l'émetteur, conçu en 1920 par l'architecte Hermann Muthesius, est toujours utilisé ; c'est le seul bâtiment encore existant conçu par cet architecte.

## Histoire
Au cours des premières années du XXe siècle, après la démonstration transatlantique de Marconi en 1901, les pays industrialisés ont commencé à construire des réseaux de puissantes stations transocéaniques de radiotélégraphie à ondes longues pour communiquer avec d'autres pays et rester en contact avec leurs colonies d'outre-mer. Ces stations transmettaient des télégrammes en code morse à grande vitesse à l'aide de machines à ruban perforé. Pendant la Première Guerre mondiale, les communications radio longue distance sont devenues une technologie stratégique ; elles étaient non seulement nécessaires pour rester en contact avec des armées et des flottes éloignées, mais une nation qui en était dépourvue pouvait être isolée si un ennemi coupait ses câbles télégraphiques sous-marins, comme ce fut le cas pour l'Allemagne pendant les deux guerres mondiales.
La société Telefunken, fondée en 1903 par les pionniers allemands de la radio Adolf Slaby, Georg von Arco et Karl Ferdinand Braun, était (avec sa rivale britannique, la compagnie Marconi) l'une des deux entreprises géantes du sans-fil de l'époque. Construit par Telefunken sous la direction de l'ingénieur R. Hirsch sur un terrain de 40 hectares au nord de Nauen, loué au Fideikommissar Fritz Stotze, la station de Nauen a été le premier émetteur radio de grande puissance d'Allemagne.   Le service d'essai a été lancé le 9 août 1906, et le service opérationnel a commencé le 16 août 1906 en utilisant un émetteur à arc chantant de 25 kW conçu par von Arco, qui alimentait une antenne parapluie soutenue par un mât en treillis d'acier de 100 mètres de haut, isolé de la terre,. Comme la station ne disposait pas d'énergie commerciale, un tracteur à vapeur (en) de 35 HP a été installé dans le bâtiment de l'émetteur, une maison légère à colombages, qui alimentait un alternateur de 50 Hz produisant une puissance de sortie de 25 kW. L'émetteur fonctionnait à des fréquences de 75 à 100 kHz avec une puissance rayonnée d'environ 10 kW, et la station pouvait être reçue à une distance d'environ 2 200 milles (3 540 km).
La station a été financée par les Postes allemandes, qui souhaitaient en faire un lien stratégique avec les colonies allemandes d'outre-mer, ainsi que gérer le trafic de télégrammes commerciaux vers les Amériques. En 1909, un fonctionnaire des postes, Hans Bredow (en), devient directeur de la station et entreprend de réaliser ces objectifs en faisant de Nauen une « station superpuissante ».
En 1911, la station passe du statut de station expérimentale à celui de station commerciale, avec l'indicatif d'appel POZ. La centrale à vapeur est portée à 100 et l'émetteur est remplacé par un nouvel émetteur plus efficace de 35 kW émetteur à étincelles par excitation indirecte qui augmente la portée à environ 3 300 milles (5 310 km). La même année, la tour d'antenne est portée à 200 mètres de hauteur ; cependant, cette tour est détruite par une tempête le 31 mars 1912. Une antenne de remplacement temporaire a été suspendue entre deux mâts de 120 mètres de haut.
En 1913, la station est modernisée pour communiquer avec la colonie africaine allemande Togoland. L'émetteur est remplacé par un émetteur à étincelles de 100 kW, l'émetteur le plus puissant au monde à l'époque . L'antenne parapluie omnidirectionnelle est remplacée par une antenne flattop directionnelle longue, composée de 20 fils horizontaux parallèles soutenus par cinq  tours de 120 mètres (394 pi), pointée vers le sud-ouest de l'Afrique. Ces améliorations donnèrent à la station une portée de 9 000 kilomètres (5 590 mi), permettant de communiquer avec toute l'Europe, l'Amérique du Nord, la côte de l'Amérique du Sud et, la nuit, avec le Togoland:294.
En plus de l'émetteur à étincelles, un émetteur à alternateur d'Alexanderson, appelé en Allemagne « émetteur de Joly-Arco » de 100 kW fut installé en 1913. Il s'agissait d'une technologie précoce d'émetteur radio à onde continue inventée par Georg von Arco similaire à l'alternateur d'Alexanderson. Il générait un courant de fréquence radio à 8 kHz en utilisant un générateur rotatif entraîné par un moteur électrique, dont la fréquence était augmentée à 32 kHz avec deux transformateurs doubleurs de fréquence magnétiques à noyaux saturés en cascade avant d'être appliquée à l'antenne. Cet émetteur était capable d'établir une communication transatlantique de jour avec sa station sœur  située à Sayville, Long Island, New York, alors que les autres stations radio transatlantiques ne pouvaient établir un contact transatlantique que la nuit. Un émetteur expérimental de radiotéléphonie de 6 kW a également été construit, l'un des premiers émetteurs AM, qui a permis une communication vocale avec Vienne, 400 milles (640 km) de distance:295.

### Première Guerre mondiale et l'entre-deux-guerres

Station en 1931
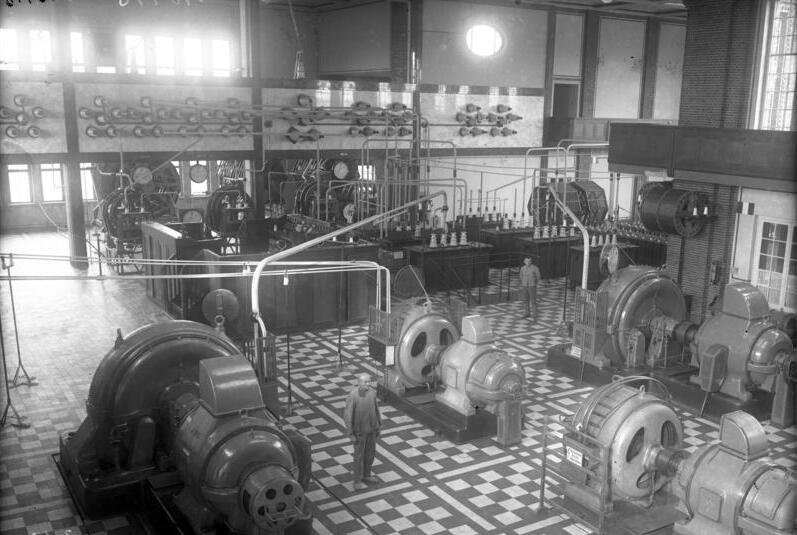
Émetteurs radio à alternateur. Les deux au centre étaient les unités de 100 kW de 1913. Les deux sur les côtés étaient les unités de 400 kW installées en 1916. À l'arrière se trouvent les transformateurs doubleurs de fréquence et les circuits LC.
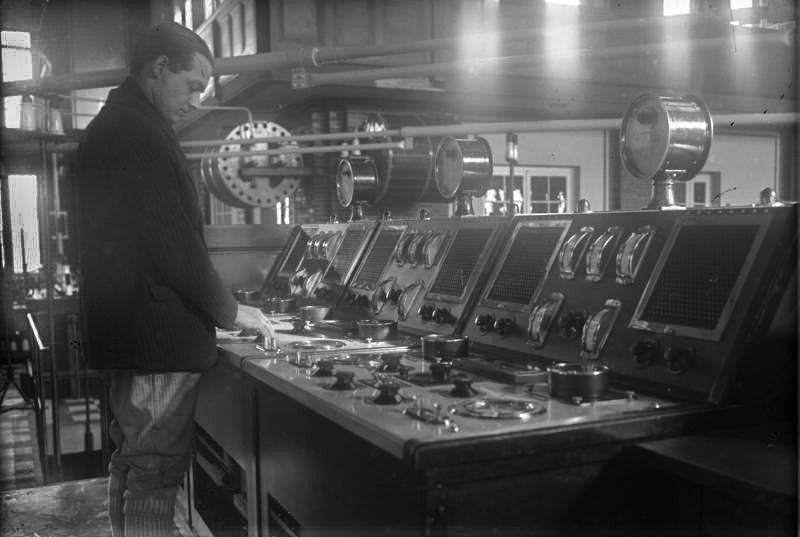
Tableau de commande des alternateurs.
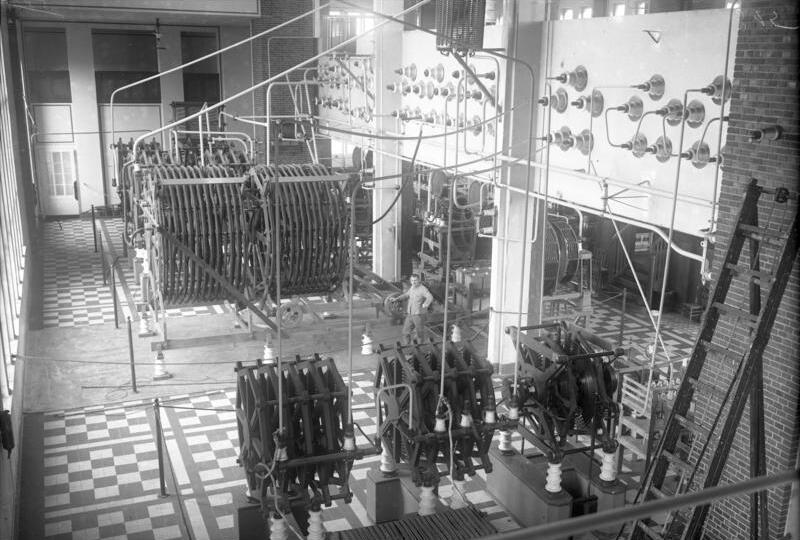
Hall de sortie avec les bobines de charge des antennes.
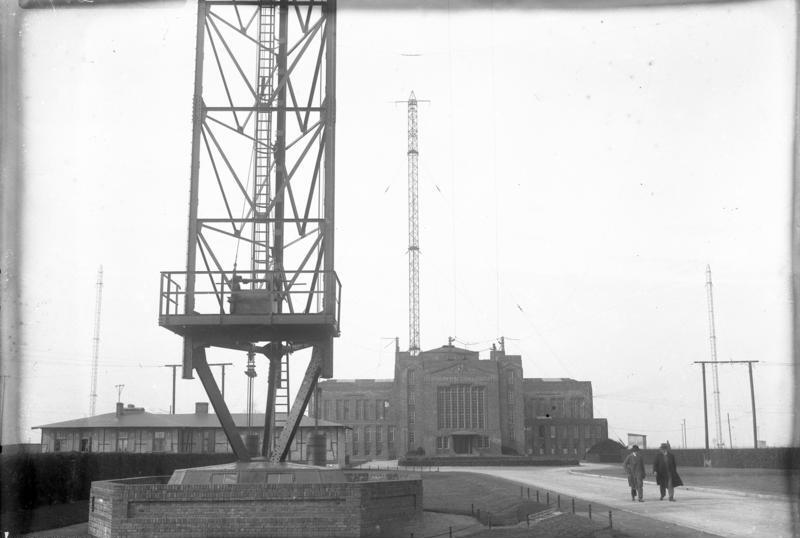
Base du mât d'antenne.

Après le début de la Première Guerre mondiale en 1914, la station est devenue très importante car les câbles transatlantiques menant à l'Allemagne ont été coupés par la marine britannique. Pendant la guerre, la station est gérée par l'état-major de l'amirauté impériale allemande, qui l'utilise pour les communications militaires avec sa flotte ainsi que pour le trafic radiotélégraphique commercial. Le Radio Intelligence Service britannique a consacré beaucoup d'efforts à l'interception et au décodage des communications militaires cryptées de la station pendant la guerre.
En 1916, à l'instigation de Bredow, la station a fait l'objet d'un développement supplémentaire majeur. Deux énormes émetteurs à alternateur Joly-Arco de 400 kW furent installés, qui pouvaient fonctionner en parallèle pour une puissance de sortie de 800 kW, faisant de la station l'émetteur radio de loin le plus puissant du monde. Il s'agissait de certains des plus grands émetteurs à alternateur jamais construits, et ils fonctionnaient à la limite de cette technologie. L'alternateur avait un rotor de 1,65 mètre de diamètre pesant 7 tonnes, tournant à 1 500 tours par minute,. Les 240 dents du rotor à (pôles magnétiques (en)) généraient 1 200 ampères en courant alternatif à 450 volts et à une fréquence de 6 kHz. Ce courant était doublé deux fois par deux transformateurs doubleurs de fréquence en cascade pour donner 24 kHz, qui était appliqué à l'antenne. Les grands transformateurs doubleurs de fréquence, bien qu'efficaces à 90 %, nécessitaient un puissant système de refroidissement à huile forcée pour éliminer la chaleur résiduelle de 40 kW,. Un système de transformateurs doubleurs et tripleurs commutables permettait à l'émetteur de fonctionner sur une gamme de fréquences : 12 kHz, 18 kHz, 24 kHz, 36 kHz, ou 48 kHz. La taille du système d'antenne a été considérablement augmentée. En 1920, l'antenne flattop principale, portée par deux mâts de 260 mètres (853,02 pi) et quatre de 125 mètres (410,1 pi) mesurait 2 484 mètres (8 150 pi) de long. Ces émetteurs donnaient à la station une portée de 11 000 kilomètres (6 840 mi), qui fut portée à 18 000 kilomètres (11 180 mi) à la fin de la guerre, couvrant ainsi la majeure partie du monde.
À angle droit de la grande antenne se trouvait une antenne plus petite, portée par trois mâts, qui était utilisée par l'émetteur de 100 kW, de sorte que la station pouvait émettre sur deux fréquences en même temps.
Pendant la guerre, la station de Nauen était le principal lien de communication de l'Allemagne avec le monde extérieur. Le service d'information allemand Transocean diffusait deux fois par jour à partir de Nauen des résumés des nouvelles d'outre-mer en anglais, qui pouvaient être reçus dans le monde entier, afin de contourner la censure du réseau câblé britannique et de transmettre leur version des nouvelles aux Amériques et à l'Extrême-Orient. En 1918, pendant la Première Guerre mondiale, le président américain Woodrow Wilson transmet une demande de reddition à Nauen depuis la station à alternateur de New Brunswick (New Jersey).
Un nouveau bâtiment d'émission radio conçu par Hermann Muthesius fut érigé en 1920, une structure de style cathédrale Art déco pour donner de l'espace à un plus grand nombre d'équipements d'émission de grande puissance. La station modernisée a été inaugurée le 29 septembre 1920 par le président allemand Friedrich Ebert.
Dans les années 1920, les communications radio longue distance sont passées des ondes longues aux ondes courtes avec la découverte du mécanisme de propagation ionosphérique. Le dernier émetteur à ondes longues a été installé à Nauen en 1923 et des émetteurs à ondes courtes à tubes à vide ont été installés après 1924. Le 1er janvier 1932, la station est reprise par la Reichspost allemande. Elle fut considérablement agrandie et devint en 1939 l'un des complexes de communication les plus grands et les plus puissants du monde. Bien que les émetteurs à tube à vide aient longtemps été à la pointe de la technologie dans les années 1930, les émetteurs à alternateur à haute puissance ont été à nouveau modernisés en 1937 pour être utilisés pendant la Seconde Guerre mondiale afin de communiquer avec la flotte allemande de U-boots.

### Seconde Guerre mondiale et période d'après-guerre

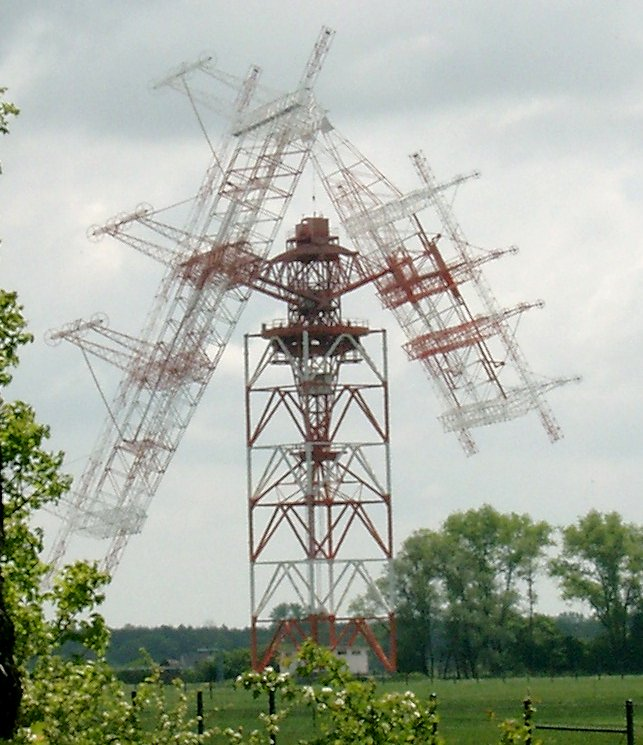
Antenne d'émission d'ondes courtes à longue distance à Nauen, 2004.

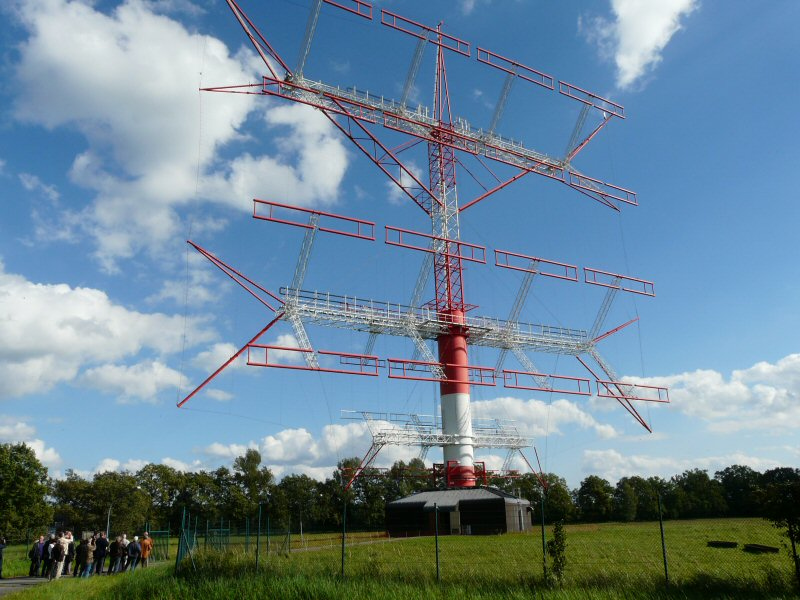
Une des quatre antennes ALLISS à Nauen, 2010.

Pendant la Seconde Guerre mondiale, les émetteurs à ondes longues ont été utilisés par l'armée pour transmettre des instructions aux sous-marins immergés. Contrairement aux ondes radio à plus haute fréquence, les ondes à très basse fréquence (VLF) générées par les émetteurs à alternateur pouvaient pénétrer dans l'eau de mer et atteindre les sous-marins immergés sans qu'ils aient besoin d'émerger à la surface et de se rendre vulnérables à la détection. La station a survécu à la Seconde Guerre mondiale sans dommage, mais après mai 1945, elle a été démantelée par les forces d'occupation soviétiques. Tous les mécanismes techniques ont été démontés et les mâts de la station ont été dynamités. On ne sait pas si et où les émetteurs démontés ont été utilisés en Union soviétique. Il était également prévu de faire sauter le bâtiment Muthesius, mais cela n'a pas été effectué.
Le bâtiment a été utilisé pour le stockage de pommes de terre jusqu'en 1955, date à laquelle la République démocratique allemande (RDA) a pris le contrôle de la ville. La République démocratique allemande, dans les frontières de laquelle la station a terminé la guerre, a recommencé à l'utiliser comme station de radio. En 1959, elle est devenue la station internationale de radiodiffusion sur ondes courtes de la RDA, Radio DDR, qui émettait sous le nom de Radio Berlin International (RBI). Entre 1959 et 1989, 21 émetteurs d'une puissance allant jusqu'à 100 kW et 45 systèmes d'antennes ont été installés pour les communications radio mondiales. Entre 1971 et 1981, trois émetteurs puissants à ondes courtes de 500 kW ont été installés, alimentant 23 antennes rideau à gain élevé positionnées pour diffuser dans les pays politiquement importants. En tant que deuxième station de radio la plus puissante du bloc de l'Est après Moscou, elle est devenue un canal important de diffusion de la propagande de la guerre froide vers les pays occidentaux et les autres pays du bloc de l'Est.
En 1964, deux entreprises allemandes ont construit l'un des premiers prototypes d'antennes rotatives à ondes courtes à proximité de la digue de Dechtower, qui a été utilisée jusqu'à la fin de la guerre froide. Elle a été préservée en tant que structure historique. Il s'agissait d'une tour de 70 mètres supportant deux réseaux de dipôles réflectifs (en) pesant 40 et 70 tonnes couvrant 5,8 à 18,8 MHz qui pouvaient être tournées à 360° et inclinées en élévation a 30° pour s'adapter aux changements de l'onde ionosphérique et des conditions de propagation. L'antenne dispose d'un gain de 14,1 et 20 dB et son fonctionnement est entièrement automatique.

### La réunification allemande et après
Le 3 octobre 1990, jour de la réunification de la RDA avec la République fédérale d'Allemagne, tous les émetteurs ont été éteints et la station a été provisoirement transférée au radiodiffuseur international allemand sur ondes courtes Deutsche Welle. En 1991, elle a été reprise par Deusche Bundespost Telecom, le service de télécommunications fédéral allemand. Il a été décidé de moderniser la station avec de nouveaux émetteurs et de nouvelles antennes. Quatre antennes rotatives modulaires ALLISS et des émetteurs de 500 kW fabriqués par Thomcast Communications ont été installés entre 1995 et 1997.
Lorsque la Deutsche Bundespost a été privatisée, tous les émetteurs ont été transférés à Deutsche Telekom AG, son successeur légal. À partir de 2001, la division radiodiffusion a appartenu à la filiale T-Systems, où elle était gérée comme une division distincte, Media & Broadcast. En vue d'une vente, elle a été scindée le 1er juin 2007 en T-Systems Media & Broadcast GmbH (M&B). En janvier 2008, Media & Broadcast GmbH a fusionné avec l'opérateur de réseau français Télédiffusion de France (TDF) ; depuis le 15 février 2008, elle opère sous le nom de Media Broadcast GmbH.
La société exploite son propre émetteur à Nauen pour la diffusion sur ondes courtes.

### Situation actuelle
Un nouveau système de diffusion en ondes courtes composé de quatre tours rotatives et de quatre émetteurs de 500 kilowatts a été construit par Thomcast Communications entre 1995 et 1997.